# Cerro Villalonga
```
El pico Cobalonga
  o 
cerro Villalonga
  un pico de montaña ubicado en el punto más alto de la fila Villalonga en el 
estado Carabobo
, 
Venezuela
. Con una altura de 1.977 
m s. n. m.
,
[
1
]
 es la formación montañosa más alta de Carabobo.
```

## Ubicación
El pico Cobalonga o El cerro Villalonga está ubicado en el extremo sur del parque nacional San Esteban, Puerto Cabello, Estado Carabobo. Colinda con los poblados de Primavera por el Norte, La Cumaca por el Sur, y Vigirima hacia el Este. Más hacia el noroeste se continúa con los poblados costeños de Borburata y Gañango en las playas del Mar Caribe.